# Cardinals de l'Arizona
Pour les articles homonymes, voir Cardinals.
Stade
Maillots
Champion NFL 1925 - 1947
Saison en cours
Les Cardinals de l'Arizona (Arizona Cardinals en anglais) sont une franchise de football américain basée à Glendale dans la banlieue de Phoenix en Arizona. Affiliée à la National Football League (NFL), cette franchise est membre de la division ouest de la National Football Conference (NFC).
Créée en 1898 à Chicago (Illinois), c'est la plus ancienne équipe de football américain et une des deux seules équipes fondatrices en 1920 de la NFL encore en activité (avec les Bears de Chicago).
Le club a joué à Chicago entre sa fondation et 1960 puis a déménagé à Saint Louis dans le Missouri et y a joué jusqu'en 1987. Il s'est ensuite installé dans l'Arizona, tout d'abord à Tempe dans la banlieue de Phoenix puis à Glendale.
La franchise a remporté à deux reprises le titre de champion de la NFL avant l'ère moderne du Super Bowl : en 1925 et 1947.
Depuis, ils n'ont remporté qu'un seul titre de champion de conférence NFC en 2008. Cette année-là, ils remportent les séries éliminatoires et se qualifient pour le Super Bowl XLIII qu'ils perdent face aux Steelers de Pittsburgh.

## Palmarès
- Champion de la NFL (2) : 1925 et 1947.
- Champion de Conference NFC (1) : 2008, battu au Super Bowl XLIII.
- Champion de Division (7) :
  - NFL Western (en) : 1947, 1948 ;
  - NFC East : 1974 et 1975 ;
  - NFC West : 2008, 2009 et 2015.
- Série éliminatoire (11) : 1947, 1948, 1974, 1975, 1982, 1998, 2008, 2009, 2014, 2015 et 2021.

Sacrés champions de la NFL en 1925 et 1947, durant l'ère moderne, ils n'atteignent les séries éliminatoires qu'à six reprises et n'en remportent qu'un seul match (en 1998) jusqu'à la saison 2008. Cette saison-là, ils en remportent trois (contre les Falcons d'Atlanta, les Panthers de la Caroline et les Eagles de Philadelphie) et atteignent leur premier Super Bowl (Superbowl XLIII), mais s'inclinent 23 à 27 face aux Steelers de Pittsburgh.

## Historique
(22 octobre 2018).

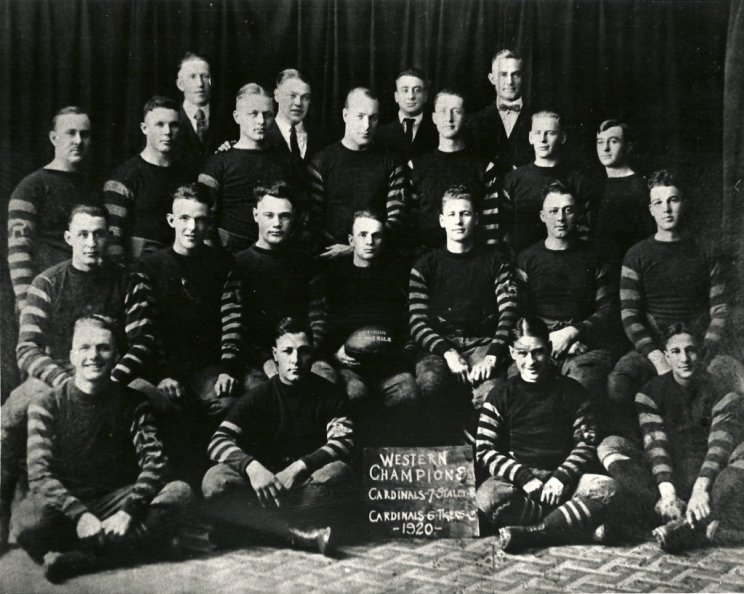
Les Cardinals de Chicago lors de la saison inaugurale de la NFL en 1920

Fondée en 1898, la franchise des Cardinals est la plus ancienne franchise professionnelle nord-américaine en activité continue, tous sports confondus.
Le Morgan Athletic Club est créé en 1898 à Chicago par Chris O'Brien, un peintre. Ce club d'athlétisme possède également une section de football américain, les Racine Normals, du nom du Normal Park sur Racine Avenue à Chicago. C'est une des nombreuses équipes semi-professionnelles de football américain qui se sont multipliées à la fin du XIXe siècle dans l'Ohio et l'Illinois, notamment à Chicago.
En 1901, Chris O'Brien choisit pour son équipe un vieil uniforme de l'université de Chicago de couleur marron ; mais les couleurs étant passées, celles-ci lui font penser à un rouge cardinal. C'est ainsi que l'équipe est rebaptisée Racine Cardinals. Il s'agit aussi du nom de l'oiseau cardinal, très répandu en Amérique du Nord, qui est devenu l'emblème de l'équipe.
Les Racine Cardinals cessent d'exister provisoirement en 1906. Elle est refondée en 1913 sous le même nom mais la mobilisations des soldats américains pour la Première Guerre mondiale puis l'épidémie de grippe espagnole suspendent les compétitions en 1918. Après une année d'arrêt, les activités reprennent en 1919. La franchise prend alors le nom des Cardinals de Chicago lors de la fondation de la NFL en 1920. C'est sous ce nom qu'elle remporte ses 2 titres en 1925 et 1947. Entre-temps, pendant la Seconde Guerre mondiale et de par la mobilisation de bon nombre de ses joueurs, la franchise est obligée de fusionner avec les Steelers de Pittsburgh sous le nom de Card-Pitt. La saison catastrophique laisse une statistique de 10 défaites en 10 matchs pour une équipe éphémère surnommé par dérision les « carpettes ». Le retour à la paix met fin à la fusion en 1945.
La franchise déménage en 1960 à Saint-Louis (Missouri) et est rebaptisée les Cardinals de Saint-Louis. Elle remporte à Saint-Louis deux titres de champion de division (1974 et 1975).
Elle déménage à nouveau en 1987 dans l'Arizona, à Tempe où elle s'est d'abord appelée les Cardinals de Phoenix entre 1988 et 1993, son nom actuel étant utilisé depuis 1994.
En 2006, le club déménage dans son nouveau stade ultra-moderne du State Farm Stadium (originellement dénommé University of Phoenix Stadium). C'est ici que les Cardinals remportent à nouveau deux titres de champion de division (2008 et 2009) et qu'ils y décrochent leur unique titre de champion de conférence NFC en 2008. Cette saison-là, ils se qualifient pour le Super Bowl XLIII. Lors de la saison suivante, malgré une meilleure saison régulière, ils encaissent en l'espace de leurs deux matchs de play-offs un record de 90 points cumulés, tout d'abord lors de la victoire 51 à 45 sur les Packers de Green Bay (elle-même sujet à de nombreux autres records) et ensuite lors de la défaite 14 à 45 face aux futurs champions, les Saints de La Nouvelle-Orléans.
Avec l'arrivée de l'entraîneur principal Bruce Arians en 2013, les Cardinals s'imposent comme une des équipes les plus compétitives de leur division. Ayant subi la perte sur blessure de leur quarterback titulaire Carson Palmer lors du match aller face aux Rams, ils perdent également leur deuxième quarterback Drew Stanton lors du match retour. C'est dès lors leur troisième quarterback, Ryan Lindlay, qui joue en série éliminatoire (défaite lors du tour de Wild Card). Le bilan des Cardinals en fin de saison est de 11 victoires (dont 9 consécutives) pour 5 défaites. Ils ont été classés premiers de leur division pendant plus de 10 semaines devançant les champions en titre, les Seahawks de Seattle. Grâce à cette performance, Bruce Arians obtient le titre de meilleur entraîneur de la saison 2014.
En 2015, les Cardinals se hissent jusqu'en finale de conférence NFC qu'ils perdent 15 à 49 face aux Panthers de la Caroline.

## Noms et surnoms
Noms officiels :
- Morgan Athletic Club, Racine Normals (1898-1901)
- Racine Cardinals (1901-06; 1913-18)
- Chicago Cardinals (1919-44; 1945-59)
- Card-Pitt (1944-45)
- Saint-Louis Cardinals (1960-87)
- Phoenix Cardinals (1987-94)
- Arizona Cardinals (depuis 1994)

Les Cardinals étaient parfois appelée les « Football Cardinals » ou la « Big Red » lorsqu'ils évoluaient à Saint-Louis pour éviter toute confusion avec l'équipe de baseball des Cardinals de Saint-Louis. D'autres surnoms moins couramment utilisées leur ont été donnés : les « Gridbirds » (utilisé uniquement par un chroniqueur de journal local), les « Cardiac Cards » (utilisé uniquement pour faire référence à l'équipe de 1975). Plus récemment, ils sont surnommés les « Cards » (diminutif de Cardinals), les « Birds » (« oiseaux ») ou les « Buzzsaw » (« scies mécaniques »).

## Direction
- Propriétaire : Bill Bidwill (en)
- Président : Michael Bidwill (en)
- Directeur général : Steve Keim (en)
- Entraîneur principal : Kliff Kingsbury

## Historique des entraîneurs
| #  | Nombre d'entraîneurs principaux différents (s'il a déjà entraîné plusieurs années auparavant la franchise, il n'entre plus en compte) |
| 0† | Intronisé au Pro Football Hall of Fame comme entraîneur                                                                               |
| 0‡ | Intronisé au Pro Football Hall of Fame comme joueur                                                                                   |
| 0* | A passe l'ensemble de sa carrière d’entraîneur principal en NFL chez les Cardinals                                                    |
| 0^ | 3 co-entraîneurs pendant 2 matchs lors de la saison 1961                                                                              |

| Chicago Cardinals                        |                   |                           |    |    |    |   |       |   |        |   |      |                                                                                        |        |
| 1                                        | Paddy Driscoll ‡  | 1920–1922                 | 29 | 17 | 8  | 4 | .680  | — |        |   |      |                                                                                        | [ 1 ]  |
| 2                                        | Arnie Horween*    | 1923–1924                 | 22 | 13 | 8  | 1 | .619  | — |        |   |      |                                                                                        | [ 2 ]  |
| 3                                        | Norman Barry*     | 1925–1926                 | 26 | 16 | 8  | 2 | .667  | — |        |   |      |                                                                                        | [ 3 ]  |
| 4                                        | Guy Chamberlin †  | 1927                      | 11 | 3  | 7  | 1 | .300  | — |        |   |      |                                                                                        | [ 4 ]  |
| 5                                        | Fred Gillies*     | 1928                      | 6  | 1  | 5  | 0 | .167  | — |        |   |      |                                                                                        | [ 5 ]  |
| 6                                        | Dewey Scanlon     | 1929                      | 13 | 6  | 6  | 1 | .500  | — |        |   |      |                                                                                        | [ 6 ]  |
| 7                                        | Ernie Nevers ‡    | 1930–1931                 | 21 | 10 | 9  | 2 | .526  | — |        |   |      |                                                                                        | [ 7 ]  |
| 8                                        | Roy Andrews       | 1931                      | 1  | 0  | 1  | 0 | .000  | — |        |   |      |                                                                                        | [ 8 ]  |
| 9                                        | Jack Chevigny*    | 1932                      | 10 | 2  | 6  | 2 | .250  | — |        |   |      |                                                                                        | [ 9 ]  |
| 10                                       | Paul Schissler    | 1933–1934                 | 22 | 6  | 15 | 1 | .286  | — |        |   |      |                                                                                        | [ 10 ] |
| 11                                       | Milan Creighton*  | 1935–1938                 | 46 | 16 | 26 | 4 | .381  | — |        |   |      |                                                                                        | [ 11 ] |
| —                                        | Ernie Nevers ‡    | 1939                      | 11 | 1  | 10 | 0 | .091  | — |        |   |      |                                                                                        | [ 7 ]  |
| 12                                       | Jimmy Conzelman † | 1940–1942                 | 33 | 8  | 22 | 3 | .267  | — |        |   |      |                                                                                        | [ 12 ] |
| 13                                       | Phil Handler*     | 1943                      | 10 | 0  | 10 | 0 | .000  | — |        |   |      |                                                                                        | [ 13 ] |
| Card-Pitt                                |                   |                           |    |    |    |   |       |   |        |   |      |                                                                                        |        |
| —                                        | Phil Handler*     | co-entraîneurs en 1944    | 10 | 0  | 10 | 0 | .000  | — |        |   |      |                                                                                        | [ 13 ] |
| 14                                       | Walt Kiesling‡    | co-entraîneurs en 1944    | 10 | 0  | 10 | 0 | .000  | — | [ 14 ] |   |      |                                                                                        |        |
| Chicago Cardinals                        |                   |                           |    |    |    |   |       |   |        |   |      |                                                                                        |        |
| —                                        | Phil Handler*     | 1945                      | 10 | 1  | 9  | 0 | .100  | — |        |   |      |                                                                                        | [ 13 ] |
| —                                        | Jimmy Conzelman†  | 1946–1948                 | 35 | 26 | 9  | 0 | .743  | 2 | 1      | 1 | .500 | Sporting News NFL Coach of the Year 1947                                               | [ 12 ] |
| 15                                       | Buddy Parker      | 1949                      | 12 | 6  | 5  | 1 | .545  | — |        |   |      |                                                                                        | [ 16 ] |
| 16                                       | Curly Lambeau †   | 1950–1951                 | 22 | 7  | 15 | 0 | .318  | — |        |   |      |                                                                                        | [ 17 ] |
| 17                                       | Cecil Isbell      | 1951                      | 2  | 1  | 1  | 0 | .500  | — |        |   |      |                                                                                        | [ 18 ] |
| 18                                       | Joe Kuharich      | 1952                      | 12 | 4  | 8  | 0 | .333  | — |        |   |      |                                                                                        | [ 19 ] |
| 19                                       | Joe Stydahar      | 1953–1954                 | 24 | 3  | 20 | 1 | .130  | — |        |   |      |                                                                                        | [ 20 ] |
| 20                                       | Ray Richards*     | 1955–1957                 | 36 | 14 | 21 | 1 | .400  | — |        |   |      |                                                                                        | [ 21 ] |
| Chicago Cardinals et St. Louis Cardinals |                   |                           |    |    |    |   |       |   |        |   |      |                                                                                        |        |
| 21                                       | Pop Ivy           | 1958–1961                 | 48 | 15 | 31 | 2 | .326  | — |        |   |      |                                                                                        | [ 22 ] |
| St. Louis Cardinals                      |                   |                           |    |    |    |   |       |   |        |   |      |                                                                                        |        |
| 22                                       | Ray Willsey* ^    | 3 co-entraîneurs en 1961^ | 2  | 2  | 0  | 0 | 1.000 | – |        |   |      |                                                                                        | [ 23 ] |
| 23                                       | Ray Prochaska* ^  | 3 co-entraîneurs en 1961^ | 2  | 2  | 0  | 0 | 1.000 | – | [ 24 ] |   |      |                                                                                        |        |
| 24                                       | Chuck Drulis* ^   | 3 co-entraîneurs en 1961^ | 2  | 2  | 0  | 0 | 1.000 | – | [ 25 ] |   |      |                                                                                        |        |
| 25                                       | Wally Lemm        | 1962–1965                 | 56 | 27 | 26 | 3 | .509  | — |        |   |      |                                                                                        | [ 26 ] |
| 26                                       | Charley Winner    | 1966–1970                 | 70 | 35 | 30 | 5 | .538  | — |        |   |      |                                                                                        | [ 27 ] |
| 27                                       | Bob Hollway*      | 1971–1972                 | 28 | 8  | 18 | 2 | .308  | — |        |   |      |                                                                                        | [ 28 ] |
| 28                                       | Don Coryell       | 1973–1977                 | 70 | 42 | 27 | 1 | .609  | 2 | 0      | 2 | .000 | Associated Press Coach of the Year 1974 Pro Football Weekly Coach of the Year (en)1974 | [ 31 ] |
| 29                                       | Bud Wilkinson*    | 1978–1979                 | 29 | 9  | 20 | 0 | .310  | — |        |   |      |                                                                                        | [ 32 ] |
| 30                                       | Larry Wilson* ‡   | 1979                      | 3  | 2  | 1  | 0 | .667  | — |        |   |      |                                                                                        | [ 33 ] |
| 31                                       | Jim Hanifan       | 1980–1985                 | 89 | 39 | 49 | 1 | .443  | 1 | 0      | 1 | .000 |                                                                                        | [ 34 ] |
| St. Louis Cardinals et Phoenix Cardinals |                   |                           |    |    |    |   |       |   |        |   |      |                                                                                        |        |
| 32                                       | Gene Stallings*   | 1986–1989                 | 58 | 23 | 34 | 1 | .404  | — |        |   |      |                                                                                        | [ 35 ] |
| Phoenix Cardinals                        |                   |                           |    |    |    |   |       |   |        |   |      |                                                                                        |        |
| 33                                       | Hank Kuhlmann*    | 1989                      | 5  | 0  | 5  | 0 | .000  | — |        |   |      |                                                                                        | [ 36 ] |
| 34                                       | Joe Bugel         | 1990–1993                 | 64 | 20 | 44 | 0 | .313  | — |        |   |      |                                                                                        | [ 37 ] |
| Arizona Cardinals                        |                   |                           |    |    |    |   |       |   |        |   |      |                                                                                        |        |
| 35                                       | Buddy Ryan        | 1994–1995                 | 32 | 12 | 20 | 0 | .375  | — |        |   |      |                                                                                        | [ 38 ] |
| 36                                       | Vince Tobin*      | 1996–2000                 | 71 | 28 | 43 | 0 | .394  | 2 | 1      | 1 | .500 |                                                                                        | [ 39 ] |
| 37                                       | Dave McGinnis*    | 2000–2003                 | 57 | 17 | 40 | 0 | .298  | — |        |   |      |                                                                                        | [ 40 ] |
| 38                                       | Dennis Green      | 2004–2006                 | 48 | 16 | 32 | 0 | .333  | — |        |   |      |                                                                                        | [ 41 ] |
| 39                                       | Ken Whisenhunt    | 2007–2012                 | 96 | 45 | 51 | 0 | .469  | 6 | 4      | 2 | .667 |                                                                                        | [ 42 ] |
| 40                                       | Bruce Arians      | 2013–2017                 | 80 | 49 | 30 | 1 | .619  | 3 | 1      | 2 | .333 |                                                                                        | [ 43 ] |
| 41                                       | Steve Wilks*      | 2018                      | 16 | 3  | 13 | 0 | .213  | — |        |   |      |                                                                                        | [ 44 ] |
| 42                                       | Kliff Kingsbury*  | 2019–2023                 | 61 | 28 | 32 | 1 | .467  | 1 | 1      | 0 | .000 |                                                                                        | [ 45 ] |
| 43                                       |                   | 2023                      |    |    |    |   |       | — |        |   |      |                                                                                        |        |

## Personnalités de l'équipe

### Membres du Pro Football Hall of Fame
| Cardinals membres du Pro Football Hall of Fame |                              |                         |                  |                       |
| No                                             | Nom                          | Poste                   | Carrière         | Année d'intronisation |
| Cardinals de Chicago                           |                              |                         |                  |                       |
| -                                              | Charles Bidwill (en)         | propriétaire            | 1933-47          | 1967                  |
| -                                              | Jimmy Conzelman (en)         | entraîneur principal    | 1940-42; 1946-48 | 1964                  |
| 1                                              | John « Paddy » Driscoll (en) | QB/entraîneur principal | 1920-25          | 1965                  |
| 2                                              | Walt Kiesling (en)           | Lineman                 | 1929-31          | 1966                  |
| 4                                              | Ernie Nevers (en)            | FB, 1929-31/entraîneur  | 1930-31, 1939    | 1963                  |
| 13                                             | Guy Chamberlin (en)          | DE/entraîneur principal | 1927-28          | 1965                  |
| 33                                             | Ollie Matson                 | RB                      | 1952-58          | 1972                  |
| 62, 2                                          | Charley Trippi               | HB/QB                   | 1947-55          | 1968                  |
| 81                                             | Dick « Night Train » Lane    | CB                      | 1954-59          | 1974                  |
| Cardinals de Saint-Louis1                      |                              |                         |                  |                       |
| 8                                              | Larry Wilson                 | FS, 1960-72/entraîneur  | 1973-2002        | 1978                  |
| 13                                             | Don Maynard                  | WR                      | 1973             | 1987                  |
| 22                                             | Roger Wehrli (en)            | CB                      | 1969-82          | 2007                  |
| 72                                             | Dan Dierdorf (en)            | OT                      | 1971-83          | 1996                  |
| 81                                             | Jackie Smith                 | TE                      | 1963-77          | 1994                  |
| Cardinals de l’Arizona                         |                              |                         |                  |                       |
| 22                                             | Emmitt Smith                 | RB                      | 2002-03          | 2010                  |
| 35                                             | Aeneas Williams              | CB                      | 1991–2000        | 2014                  |
| 13                                             | Kurt Warner                  | QB                      | 2005–2009        | 2017                  |

Notes :
- 1 = Ces 4 joueurs sont aussi membres du « Saint Louis Ring of Fame » au Edward Jones Dome de Saint-Louis, stade actuel des Rams de Saint-Louis.

### Numéros retirés
| Numéros retirés des Cardinals de l'Arizona |                        |          |                      |             |
| No                                         | Joueur                 | Position | Carrière             | Éq. basée à |
| 8                                          | Larry Wilson           | S        | 1960–1972            | St. Louis   |
| 40                                         | Pat Tillman 1a         | S        | 1998–2001            | Arizona     |
| 77                                         | Stan Mauldin (en) 1b   | OT       | 1946–1948            | Chicago     |
| 88                                         | J. V. Cain 1c          | TE       | 1974–1978            | St. Louis   |
| 99                                         | Marshall Goldberg (en) | HB       | 1939–1943, 1946–1948 | Chicago     |

Notes :
- 1a = Numéro retiré à titre posthume - S'engage dans l'armée après les attentats du 11 septembre 2001 et meurt au combat en Afghanistan en 2004 à l'âge de 27 ans.
- 1b = Numéro retiré à titre posthume - Mort à l'âge de 27 ans d'une attaque cardiaque après un match contre les Eagles de Philadelphie.
- 1c = Numéro retiré à titre posthume - Mort d'une malformation cardiaque au camp d'entraînement en 1979 le jour de son 28e anniversaire.

### Arizona Ring of Fame
Le Ring of Fame des Cardinals a été inauguré dans leur nouveau stade de l'University of Phoenix Stadium en 2006. Il comprend la liste suivante :
- Charles Bidwill
- Jimmy Conzelman
- Dan Dierdorf
- Paddy Driscoll
- Marshall Goldberg
- Dick Lane
- Ollie Matson
- Ernie Nevers
- Charley Trippi
- Roger Wehrli
- Larry Wilson
- Pat Tillman
- Aeneas Williams : CB (1991-2000)

## Stades

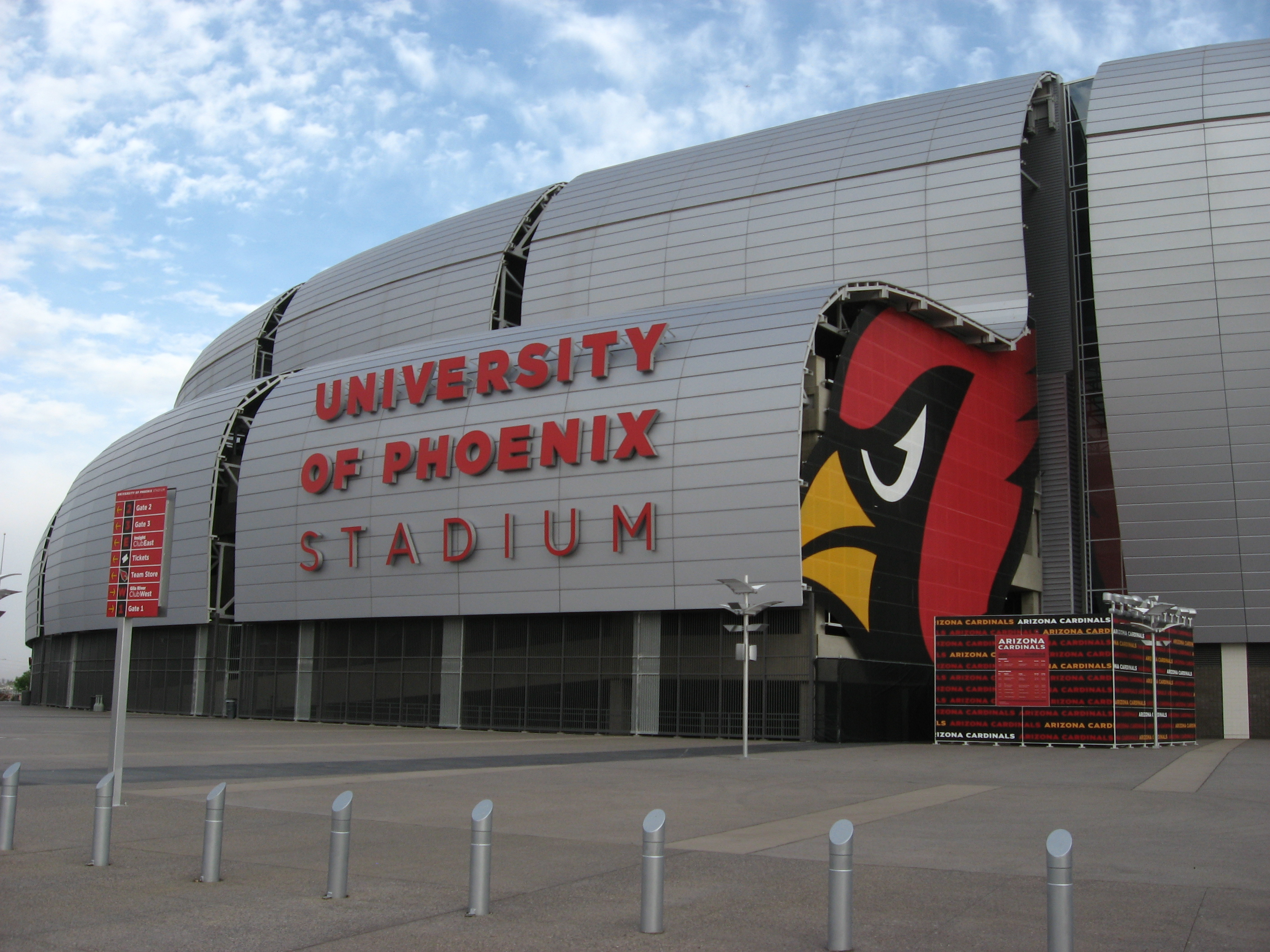
L'University of Phoenix Stadium

Les Cardinals jouent depuis 2006 dans leur nouveau stade, le State Farm Stadium (originellement dénommé University of Phoenix Stadium) construit à Glendale entre 2003 et 2006. Sa capacité est de 64 000 places mais peut être étendue à 72 000.
Ce stade accueille de nombreux évènements, concerts, matchs. Un des bowls majeurs de football universitaire, le Fiesta Bowl, s'y déroule chaque année depuis 2007. C'est aussi un des 4 stades pouvant accueillir la finale universitaire du Championnat NCAA de football américain, le BCS National Championship Game. Enfin, il a accueilli le Super Bowl XLII en 2008 et le Super Bowl XLIX en 2015.
Auparavant, l'équipe a joué dans de nombreux stades :
- Normal Park à Chicago, Illinois (1920-21; 1926-28)
- Comiskey Park à Chicago (1922-25; 1929-58)
- Soldier Field à Chicago (1959 pour 4 matches, le stade des Bears de Chicago)
- Metropolitan Stadium à Bloomington, banlieue de Minneapolis, Minnesota (1959 pour 2 matchs), l'ancien stade des Vikings du Minnesota
- Bush Stadium à Saint-Louis, Missouri (1960-65)
- Busch Memorial Stadium à Saint-Louis (1966-87)
- Sun Devil Stadium à Tempe, banlieue de Phoenix, Arizona (1988-2006); stade des Sun Devils d'Arizona State, une des 2 équipes universitaires de l'état.
- University of Phoenix Stadium renommé State farm Stadium à Glendale, Arizona (depuis 2006)

## Bilan saison par saison

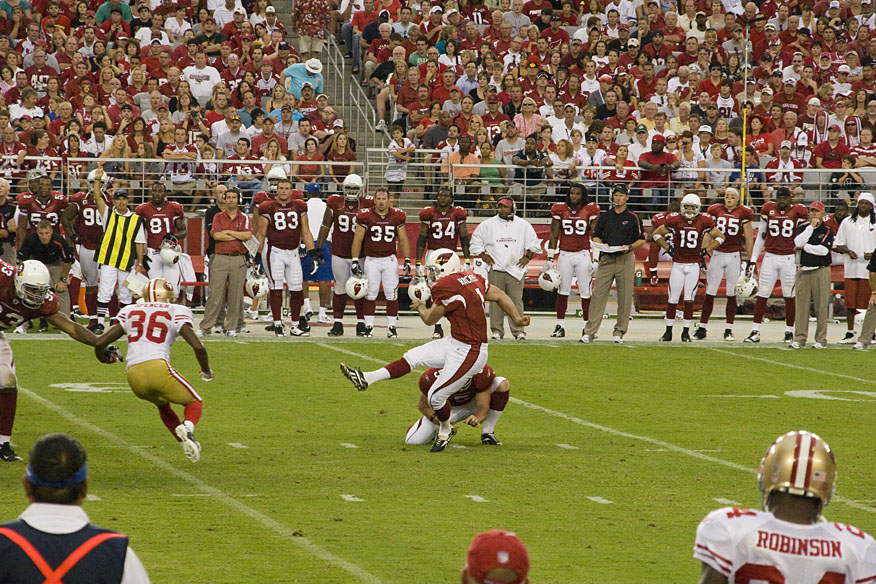
Coup de pied d'engagement de Neil Rackers lors de la réception des 49ers de San Francisco en 2009.

| Cardinals de Chicago     | Cardinals de Chicago | Cardinals de Chicago | Cardinals de Chicago | Cardinals de Chicago                                                 | Cardinals de Chicago |
| ------------------------ | -------------------- | -------------------- | -------------------- | -------------------------------------------------------------------- | --- |
| Saison                   | Vic.                 | Déf.                 | Nuls                 | Classement                                                           | Séries éliminatoires |
| 1920                     | 6                    | 2                    | 1                    | 4e APFA                                                              | -- |
| 1921                     | 3                    | 3                    | 2                    | 9e APFA                                                              | -- |
| 1922                     | 8                    | 3                    | 0                    | 3e NFL                                                               | -- |
| 1923                     | 8                    | 4                    | 0                    | 6e                                                                   | -- |
| 1924                     | 5                    | 4                    | 1                    | 8e                                                                   | -- |
| 1925                     | 11                   | 2                    | 1                    | 1er                                                                  | Champion de la NFL (pas de série éliminatoire avant 1932 - titre contesté) |
| 1926                     | 5                    | 6                    | 1                    | 10e                                                                  | -- |
| 1927                     | 3                    | 7                    | 1                    | 9e                                                                   | -- |
| 1928                     | 1                    | 5                    | 0                    | 9e                                                                   | -- |
| 1929                     | 6                    | 6                    | 1                    | 4e                                                                   | -- |
| 1930                     | 5                    | 6                    | 2                    | 7e                                                                   | -- |
| 1931                     | 5                    | 4                    | 0                    | 4e                                                                   | -- |
| 1932                     | 2                    | 6                    | 2                    | 7e                                                                   | -- |
| 1933                     | 1                    | 9                    | 1                    | 5e Western Division                                                  | -- |
| 1934                     | 5                    | 6                    | 0                    | 4e Western Division                                                  | -- |
| 1935                     | 6                    | 4                    | 2                    | 3e Western Division                                                  | -- |
| 1936                     | 3                    | 8                    | 1                    | 4e Western Division                                                  | -- |
| 1937                     | 5                    | 5                    | 1                    | 4e Western Division                                                  | -- |
| 1938                     | 2                    | 9                    | 0                    | 5e Western Division                                                  | -- |
| 1939                     | 1                    | 10                   | 0                    | 5e Western Division                                                  | -- |
| 1940                     | 2                    | 7                    | 2                    | 5e Western Division                                                  | -- |
| 1941                     | 3                    | 7                    | 1                    | 4e Western Division                                                  | -- |
| 1942                     | 3                    | 8                    | 0                    | 4e Western Division                                                  | -- |
| 1943                     | 0                    | 10                   | 0                    | 4e Western Division                                                  | -- |
|                          |                      |                      |                      |                                                                      | |
| Card-Pitt                |                      |                      |                      |                                                                      | |
| Saison                   | Vic.                 | Déf.                 | Nuls                 | Classement                                                           | Séries éliminatoires |
| 1944                     | 0                    | 10                   | 0                    | 5e Western Division                                                  | -- |
|                          |                      |                      |                      |                                                                      | |
| Cardinals de Chicago     |                      |                      |                      |                                                                      | |
| Saison                   | Vic.                 | Déf.                 | Nuls                 | Classement                                                           | Séries éliminatoires |
| 1945                     | 1                    | 9                    | 0                    | 5e Western Division                                                  | -- |
| 1946                     | 6                    | 5                    | 0                    | 3e Western Division                                                  | -- |
| 1947                     | 9                    | 3                    | 0                    | 1er Western Division                                                 | Champion de la NFL (victoire 28-21 en finale contre les Eagles de Philadelphie) |
| 1948                     | 11                   | 1                    | 0                    | 1er Western Division                                                 | Défaite 0-7 en finale de championnat contre les Eagles de Philadelphie |
| 1949                     | 5                    | 5                    | 1                    | 3e Western Division                                                  | -- |
| 1950                     | 5                    | 7                    | 0                    | 5e American Conference                                               | -- |
| 1951                     | 3                    | 9                    | 0                    | 6e American Conference                                               | -- |
| 1952                     | 4                    | 8                    | 0                    | 5e American Conference                                               | -- |
| 1953                     | 1                    | 10                   | 1                    | 6e Eastern Conference                                                | -- |
| 1954                     | 2                    | 10                   | 0                    | 6e Eastern Conference                                                | -- |
| 1955                     | 4                    | 7                    | 1                    | 4e Eastern Conference                                                | -- |
| 1956                     | 7                    | 5                    | 0                    | 2e Eastern Conference                                                | -- |
| 1957                     | 3                    | 9                    | 0                    | 6e Eastern Conference                                                | -- |
| 1958                     | 2                    | 9                    | 1                    | 5e Eastern Conference                                                | -- |
| 1959                     | 2                    | 10                   | 0                    | 6e Eastern Conference                                                | -- |
|                          |                      |                      |                      |                                                                      | |
| Cardinals de Saint-Louis |                      |                      |                      |                                                                      | |
| Saison                   | Vic.                 | Déf.                 | Nuls                 | Classement                                                           | Séries éliminatoires |
| 1960                     | 6                    | 5                    | 1                    | 4e Eastern Conference                                                | -- |
| 1961                     | 7                    | 7                    | 0                    | 4e Eastern Conference                                                | -- |
| 1962                     | 4                    | 9                    | 1                    | 6e Eastern Conference                                                | -- |
| 1963                     | 9                    | 5                    | 0                    | 3e Eastern Conference                                                | -- |
| 1964                     | 9                    | 3                    | 2                    | 2e Eastern Conference                                                | -- |
| 1965                     | 5                    | 9                    | 0                    | 5e Eastern Conference                                                | -- |
| 1966                     | 8                    | 5                    | 1                    | 4e Eastern Conference                                                | -- |
| 1967                     | 6                    | 7                    | 1                    | 3e EC Century Division                                               | -- |
| 1968                     | 9                    | 4                    | 1                    | 2e EC Century Division                                               | -- |
| 1969                     | 4                    | 9                    | 1                    | 3e EC Century Division                                               | -- |
| 1970                     | 8                    | 5                    | 1                    | 3e NFC East                                                          | -- |
| 1971                     | 4                    | 9                    | 1                    | 4e NFC East                                                          | -- |
| 1972                     | 4                    | 9                    | 1                    | 4e NFC East                                                          | -- |
| 1973                     | 4                    | 9                    | 1                    | 4e NFC East                                                          | -- |
| 1974                     | 10                   | 4                    | 0                    | 1er NFC East                                                         | Défaite 14-30 en tour de division (Vikings du Minnesota) |
| 1975                     | 11                   | 3                    | 0                    | 1er NFC East                                                         | Défaite23-35 en tour de division (Rams de Los Angeles) |
| 1976                     | 10                   | 4                    | 0                    | 3e NFC East                                                          | -- |
| 1977                     | 7                    | 7                    | 0                    | 3e NFC East                                                          | -- |
| 1978                     | 6                    | 10                   | 0                    | 4e NFC East                                                          | -- |
| 1979                     | 5                    | 11                   | 0                    | 5e NFC East                                                          | -- |
| 1980                     | 5                    | 11                   | 0                    | 4e NFC East                                                          | -- |
| 1981                     | 7                    | 9                    | 0                    | 5e NFC East                                                          | -- |
| 1982                     | 5                    | 4                    | 0                    | 6e Conférence NFC                                                    | Défaite 16-41 en tour de Wild Card (Packers de Green Bay) |
| 1983                     | 8                    | 7                    | 1                    | 3e NFC East                                                          | -- |
| 1984                     | 9                    | 7                    | 0                    | 3e NFC East                                                          | -- |
| 1985                     | 5                    | 11                   | 0                    | 5e NFC East                                                          | -- |
| 1986                     | 4                    | 11                   | 1                    | 5e NFC East                                                          | -- |
| 1987                     | 7                    | 8                    | 0                    | 3e NFC East                                                          | -- |
|                          |                      |                      |                      |                                                                      | |
| Cardinals de Phoenix     |                      |                      |                      |                                                                      | |
| Saison                   | Vic.                 | Déf.                 | Nuls                 | Classement                                                           | Séries éliminatoires |
| 1988                     | 7                    | 9                    | 0                    | 4e NFC East                                                          | -- |
| 1989                     | 5                    | 11                   | 0                    | 4e NFC East                                                          | -- |
| 1990                     | 5                    | 11                   | 0                    | 5e NFC East                                                          | -- |
| 1991                     | 4                    | 12                   | 0                    | 5e NFC East                                                          | -- |
| 1992                     | 4                    | 12                   | 0                    | 5e NFC East                                                          | -- |
| 1993                     | 7                    | 9                    | 0                    | 4e NFC East                                                          | -- |
|                          |                      |                      |                      |                                                                      | |
| Cardinals de l'Arizona   |                      |                      |                      |                                                                      | |
| Saison                   | Vic.                 | Déf.                 | Nuls                 | Classement                                                           | Séries éliminatoires |
| 1994                     | 8                    | 8                    | 0                    | 3e NFC East                                                          | -- |
| 1995                     | 4                    | 12                   | 0                    | 5e NFC East                                                          | -- |
| 1996                     | 7                    | 9                    | 0                    | 4e NFC East                                                          | -- |
| 1997                     | 4                    | 12                   | 0                    | 5e NFC East                                                          | -- |
| 1998                     | 9                    | 7                    | 0                    | 2e NFC East                                                          | Victoire 20-7 en tour de Wild Card (@ Cowboys de Dallas) Défaite 21-41 en tour de division (Vikings du Minnesota) |
| 1999                     | 6                    | 10                   | 0                    | 4e NFC East                                                          | -- |
| 2000                     | 3                    | 13                   | 0                    | 5e NFC East                                                          | -- |
| 2001                     | 7                    | 9                    | 0                    | 4e NFC East                                                          | -- |
| 2002                     | 5                    | 11                   | 0                    | 4e NFC West                                                          | -- |
| 2003                     | 4                    | 12                   | 0                    | 4e NFC West                                                          | -- |
| 2004                     | 6                    | 10                   | 0                    | 3e NFC West                                                          | -- |
| 2005                     | 5                    | 11                   | 0                    | 3e NFC West                                                          | -- |
| 2006                     | 5                    | 11                   | 0                    | 4e NFC West                                                          | -- |
| 2007                     | 8                    | 8                    | 0                    | 2e NFC West                                                          | -- |
| 2008                     | 9                    | 7                    | 0                    | 1er NFC Ouest                                                        | Victoire 30-24 en tour de Wild Card (Falcons d'Atlanta) Victoire 33-13 en tour de Division (at Panthers de la Caroline) Victoire 32-25 en finale de conférence NFC Championship (Eagles de Philadelphie) Défaite 23-27 au Super Bowl XLIII (Steelers de Pittsburgh) |
| 2009                     | 10                   | 6                    | 0                    | 1er NFC Ouest                                                        | Victoire 51-45 (ET) en tour de Wild Card (Packers de Green Bay) Défaite 14-45 en tour de division (Saints de La Nouvelle-Orléans) |
| 2010                     | 5                    | 11                   | 0                    | 4e NFC West                                                          | -- |
| 2011                     | 8                    | 8                    | 0                    | 2e NFC West                                                          | -- |
| 2012                     | 5                    | 11                   | 0                    | 4e NFC West                                                          | -- |
| 2013                     | 10                   | 6                    | 0                    | 3e NFC West                                                          | -- |
| 2014                     | 11                   | 5                    | 0                    | 2e NFC West                                                          | Défaite 16-27 en tour de Wild Card (Panthers de la Caroline) |
| 2015                     | 13                   | 3                    | 0                    | 1er NFC West                                                         | Victoire 26-20 (ET) en tour de Division (Packers de Green Bay) Défaite 15-49 en finale de conférence (Panthers de la Caroline) |
| 2016                     | 7                    | 8                    | 1                    | 2e NFC West                                                          | -- |
| 2017                     | 8                    | 8                    | 0                    | 3e NFC West                                                          | -- |
| 2018                     | 3                    | 13                   | 0                    | 4e NFC West                                                          | -- |
| 2019                     | 5                    | 10                   | 1                    | 4e NFC West                                                          | -- |
| 2020                     | 8                    | 8                    | 0                    | 3e NFC West                                                          | -- |
| 2021                     | 11                   | 6                    | 0                    | 2e NFC West                                                          | Défaite 11-34 en tour de Wild Card (Rams de Los Angeles) |
| 2022                     | 4                    | 13                   | 0                    | 4e NFC West                                                          | -- |
| 2023                     | 4                    | 13                   | 0                    | 4e NFC West                                                          | -- |
| 2024                     | 8                    | 9                    | 0                    | 3e NFC West                                                          | -- |
| Totaux                   | 593                  | 812                  | 41                   | Saison régulière (7 titres de division, 1 titre de conférence)       | Saison régulière (7 titres de division, 1 titre de conférence) |
| Totaux                   | 7                    | 10                   | -                    | Séries éliminatoires                                                 | Séries éliminatoires |
| Totaux                   | 600                  | 822                  | 41                   | Saison régulière + séries éliminatoires (2 titres de NFL avant 1966) | Saison régulière + séries éliminatoires (2 titres de NFL avant 1966) |

## Statistiques

### Records en une saison
Points marqués: 489 (2015)
Passe
- Nb. de yards à la passe: 4671, Carson Palmer (2015)
- Touchdowns à la passe: 35, Carson Palmer (2015)
- Passes Complétées: 401, Kurt Warner (2008)
- Passes tentées: 598, Kurt Warner (2008)
- Plus longue passe complétée: 98 yards, Doug Russell (en) (1932) / Ogden Compton (1957) / Jim Hart (en) (1972)
- Matchs consécutifs avec au moins un touchdown à la passe: 22, Kurt Warner (2008)

Jeu au sol
- Nb. de yards à la course: 1.605, Ottis Anderson (1979)
- Courses tentées: 337, Edgerrin James (2006)
- Touchdowns à la course: 16, David Johnson (2016)
- Touchdowns à la course par un rookie: 10, Tim Hightower (2008)
- Plus course tentée: 83 yards, John David Crow (en) (1958)
- Nb. de yards à la course par match: 100,3 yards, Ottis Anderson (1979)

Réceptions
- Nb. de réceptions: 109, Larry Fitzgerald (2015)
- Nb. de yards en réception: 1.598, David Boston (2001)
- Touchdowns en réception: 15, Sonny Randle (en) (1960)

Retours
- Punts retournés en une saison: 44, Vai Sikahema (en) (|1987)
- Plus long punt retourné: 99 yards, Patrick Peterson (2011)
- Plus long kickoff retourné: 108 yards, David Johnson (2015)

Kicking
- Field Goals validés: 40, Neil Rackers (2005)
- Extra Points validés: 53, Pat Harder (en) (1948)

### Records de carrière
- Nbre de yards à la passe: 34 639, Jim Hart (en) (1966–1983)
- Nbre de TDs à la passe: 209, Jim Hart (en) (1966–1983)
- Nbre de yards à la course: 7 999, Ottis Anderson (1979–1986)
- Nbre de TDs à la course: 46, Ottis Anderson (1979–1986)
- Nbre de réceptions: 1 234, Larry Fitzgerald (2004–présent)
- Nbre de yards à la réception: 15 545, Larry Fitzgerald (2004–présent)
- Nbre de passes interceptées: 52, Larry Wilson (1960–1972)
- Nbre de Field goals inscrits: 282, Jim Bakken (en) (1962–1978)
- Nbre de Points inscrits: 1 380, Jim Bakken (en) (1962–1978)
- Nbre total de TDs: 110, Larry Fitzgerald (2004–présent)
- Moyenne de yards sur retour de punt: 13,7 yards, Charley Trippi (1947–1955)
- Moyenne de yards sur retour de Kickoff: 28,5 yards, Ollie Matson (1952, 1954–1958)
- Moyenne de yards par punt: 44,9 yards, Jerry Norton (en) (1959–1961)
- Nbre de sacks: 66,5 sacks, Freddie Joe Nunn (en) (1985–1993)
- Nbre de tacles: 785, Eric Hill (en) (1989–1997)
- Nbre de victoires (entraîneur): 50, Bruce Arians (2013–2017)